# Shayan
Shayan is een voornaam van Perzische en Koerdische oorsprong. De betekenis van de naam is mooi, waardig of verdiend. Ondanks dat de naam geen islamitische achtergrond heeft, kan deze worden gebruikt binnen de islamitische wereld dankzij de positieve betekenis van de naam.
Shayan is vooral in gebruik als voornaam voor jongens, maar wordt soms ook wel aan meisjes gegeven.
De naam Shayan wordt ook wel gebruikt als variant op Cheyenne, het Noord-Amerikaanse indianenvolk.